# NGC 2501
NGC 2501 je galaksija u zviježđu Krmi.

## Vanjske poveznice
- SEDS: NGC 2501